# الیوت وان استریدونک
الیوت وان استریدونک (انگلیسی: Elliot Van Strydonck؛ زادهٔ ۲۱ ژوئیهٔ ۱۹۸۸) ورزشکار هاکی روی چمن اهل بلژیک است.
وی در مسابقات کشوری و بین‌المللی در مجموع برندهٔ ۱ مدال نقره شده‌است.